# Nicolás Correa (pintor novohispano)

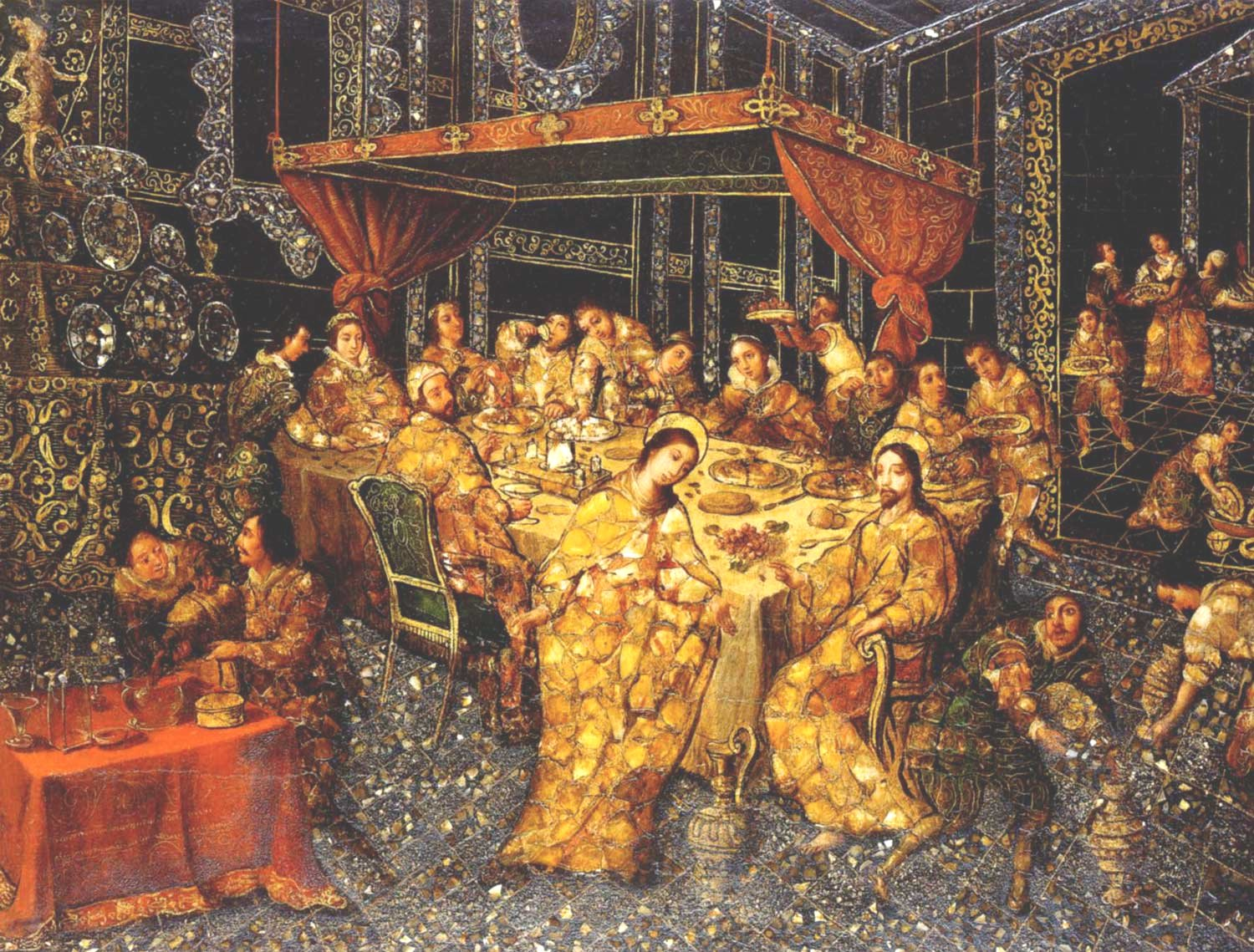
Las Bodas de Caná, 1696, Hispanic Society of America, Nueva York

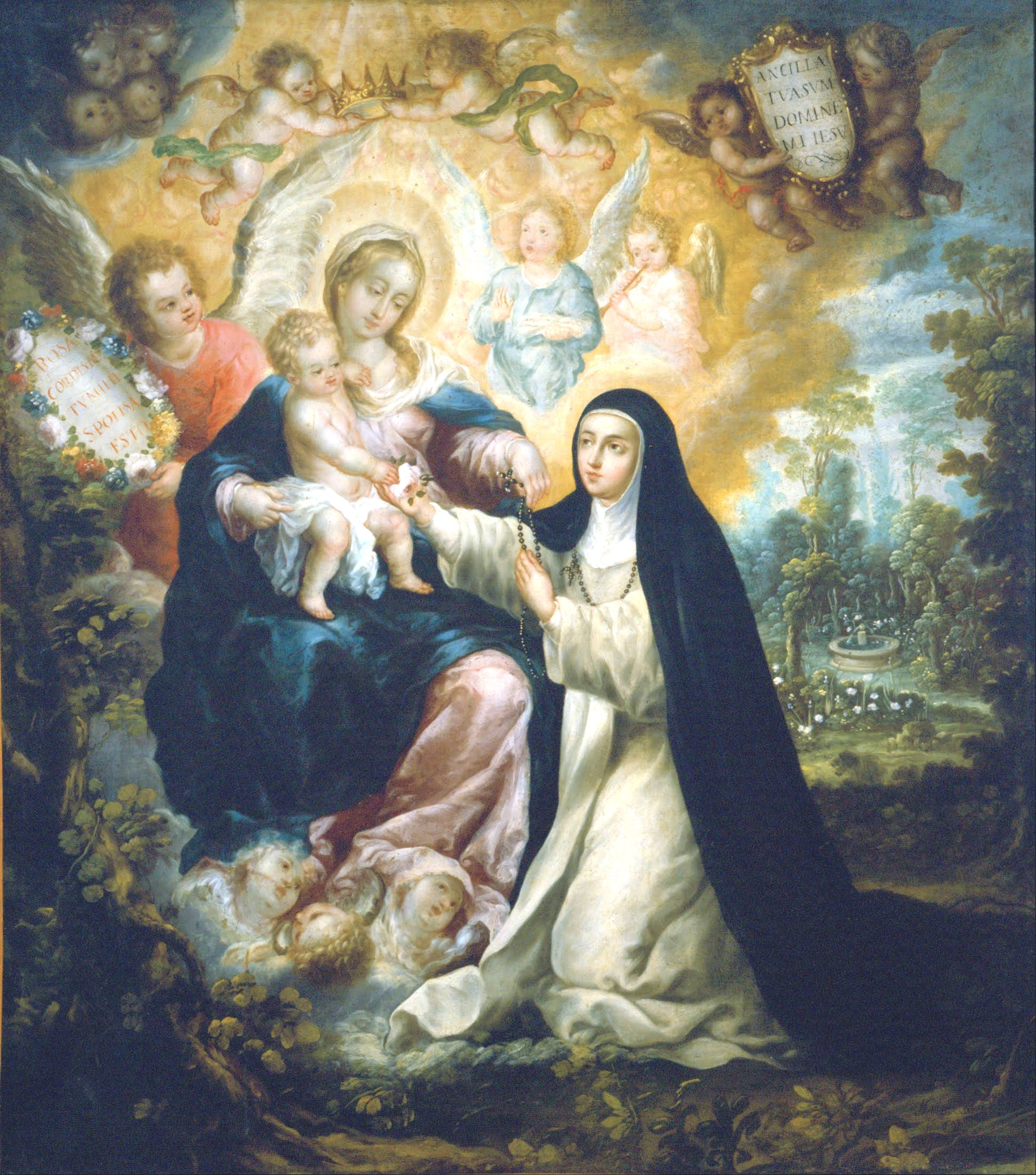
Las bodas místicas de Santa Rosa de Lima, 1691, MUNAL, Ciudad de México

Nicolás Correa fue un pintor novohispano nacido en el último cuarto del siglo XVII y que desarrolló su actividad artística a finales de dicho siglo y a principios del siguiente. Su padre fue el pintor José Correa, hermano de Juan Correa. Dentro de la escuela pictórica mexicana, practicó la pintura al óleo sobre lienzo y se especializó en la pintura enconchada, donde destacó junto a otros artistas como Juan González y Miguel González.

## Obras
- Desposorios místicos de Santa Rosa de Lima (óleo), 1691, Museo Nacional de Arte, Ciudad de México[1]
- Las bodas de Caná (pintura enconchada), 1696, Hispanic Society of America, Nueva York[2]
- Multiplicación de los panes y los peces (óleo), 1696, Museo de América, Madrid
- La imposición de la casulla a San Ildefonso (pintura enconchada), c. 1700, LACMA, Los Ángeles[3]
- Virgen del Carmen (pintura enconchada), sin fecha, Convento de Jesús, María y José, Medina Sidonia[4]
- La Virgen entregando el Rosario a Santo Domingo (óleo), sin fecha, Museo de Arte de Querétaro, Santiago de Querétaro